# NTT Data
NTT Data Corporation (株式会社エヌ・ティ・ティ・データ, Kabushiki-kaisha Enu-tī-tī Dēta) est une entreprise spécialisée dans le service d'ingénierie informatique, fondée en 1988 par scission de Nippon Telegraph and Telephone (NTT). Elle fait partie de l'indice TOPIX 100.

## Histoire
En mars 2016, le groupe japonais annonce faire l'acquisition, pour 2,7 milliards d'euros, des services informatiques de Dell, comprenant Dell Systems Corporations, Dell Technology & Solutions Limited et Dell Services, activité issue notamment du rachat de Perot Systems.
En mai 2025, NTT annonce l'acquisition de la participation de 43,3 % qu'il ne détient pas dans NTT Data pour 16,4 milliards de dollars.